# 九州電機短期大学
九州電機短期大学（きゅうしゅうでんきたんきだいがく、英語: Kyushu Electrics College）は、福岡県北九州市小倉南区蜷田若園1-2-24に本部を置いていた日本の私立大学である。1965年に設置され、2008年に廃止された。大学の略称は電短。

## 概要

### 大学全体
- 福岡県北九州市小倉南区に所在した日本の私立短期大学で、設置主体は学校法人九州電機学園[注 2]。
- 1965年に九州電機工業短期大学として開学。当初は、電気科のみの単科短大となっていたが、1994年度より学科を増設し、2学科となるも、2004年度入学生より再び1学科体制に短縮される。
- 2005年度の入学生を最後に[注釈 2]、短期大学としての使命を終える[注釈 3]

### 建学の精神（校訓・理念・学是）
- 九州電機短期大学の学是は「質実剛健・自主独立」。

### 教育および研究
- 当初は、電気に関する専門教育に特化していたが、1995年度より情報処理に関する専門教育も執り行うようになった。

### 学風および特色
- 北九州市内にある短期大学と単位互換制度を行っていた[注 3]
- 北九州市内では唯一の理工系短大であった。
- 女子を対象としたコースがあった（情報システム科女子コンピューターコース。かつては電気科第一部に置かれていた）。

## 沿革
- 1957年
  - 九州電気学校が創設される。
- 1965年
  - 2月16日 左記を以て文部省[注 4]より短期大学の設置が認可される[注 5]。
  - 4月1日 九州電機工業短期大学（きゅうしゅうでんきこうぎょうたんきだいがく）として以下の学科体制にて開学[8]
    - 電気科 入学定員100名[注 6]　

  - 5月1日 学生数[10]/定員
    - 電気科 81[注釈 4]/100
- 1966年
  - 5月1日 学生数[11]/定員
    - 電気科 190[注 7]/200
- 1967年
  - 3月20日 短期大学附属幼稚園の設置が認可される[12]。
  - 4月1日 第二部を増設し[注 8]、以下の学科体制に整備される[15]。
    - 電気科
      - 第一部[注釈 5]
      - 第二部[注釈 5]

  - 5月1日 学生数[17]/定員
    - 電気科
      - 第一部 127[注 9]/200
      - 第二部 ？[注 10]/100
- 1968年
  - 5月1日 学生数[18]/定員
    - 電気科
      - 第一部 138[注 11]/200
      - 第二部 121[注釈 6]/200
- 1973年
  - 4月1日 九州電機短期大学に改称[19]。
  - 5月1日 学生数[20]/定員
    - 電気科
      - 第一部 93[注 12]/200
      - 第二部 124[注釈 4]/200
- 1985年
  - 5月1日 学生数[21]/定員
    - 電気科
      - 第一部 279[注釈 7]/200
      - 第二部 33[注釈 6]/200
- 1986年
  - 5月1日 学生数[22]/定員
    - 電気科
      - 第一部 308[注釈 7]/200
      - 第二部 32[注釈 6]/200
- 1987年
  - 5月1日 学生数[23]/定員
    - 電気科
      - 第一部 360[注 13]/200
      - 第二部 29[注釈 6]/200
- 1988年
  - 4月1日 以下の学科については、この年度で学生募集を最終とする[注 14]。
    - 電気科第二部[注 15]

  - 5月1日 学生数[30]/定員
    - 電気科
      - 第一部 382[注 16]/200
      - 第二部 25[注釈 6]/200
- 1989年
  - 5月1日 学生数[31]/定員
    - 電気科
      - 第一部 382[注 17]/200
      - 第二部 8[注釈 4]/100
- 1990年
  - 5月1日 学生数[32]/定員
    - 電気科 375[注 18]/200
- 1991年
  - 4月1日 電気科第一部の入学定員を100→200に増員[注 19]。
  - 5月1日 学生数[37]/定員　　
    - 電気科 408[注 20]/300
- 1992年
  - 4月1日  電気科第一部を電気科に改称[注 21]。
  - 5月1日 学生数[注 22]/定員
    - 電気科 502[注 23]/400
- 1994年
  - 4月1日 電気科を電気電子科に改組かつ以下の学科を増設する[注 24]。
    - 情報システム科 入学定員100名[注 25]

  - 5月1日 学生数[46]/定員　
    - 電気電子科 113[注 26]/100
      - 電気科 269[注 27]/200

    - 情報システム科 108[注 28]/100
- 1995年
  - 5月1日 学生数[47]/定員
    - 電気電子科 218[注 29]/200
      - 電気科 9[注釈 6]/-

    - 情報システム科 213[注 30]/200
- 1999年
  - 5月1日 学生数[48]/定員
    - 電気電子科 102[注釈 4]/200
    - 情報システム科 131[注 31]/200
- 2000年
  - 4月1日 以下、入学定員減あり[注 32]。
    - 電気電子科 100→70
    - 情報システム科 100→80
- 2002年
  - 4月1日 以下、入学定員減あり[注 33]。
    - 電気電子科 70→50
    - 情報システム科 80→50
- 2003年
  - 4月1日 以下の学科については、この年度で学生募集を最終とする[注 34]。
    - 情報システム科[注 35]
- 2004年
  - 4月1日 この年度の入学生より電気電子科を以下の学科に改組される[注 36]。
    - テクノプランニング学科 入学定員60名[注 37]
- 2005年
  - 4月1日 この年度で短期大学としての学生募集を最終とする[注釈 2]。
- 2008年
  - 2月28日 左記をもって正式に廃止となる[注釈 3]。

## 基礎データ

### 所在地
- 福岡県北九州市小倉南区蜷田若園1-2-24[注釈 1]

### 象徴
- 九州電機短期大学のカレッジマークには篆刻化された縦文字の「大」と「学」との間に「EEC」の横文字を記したものとなっていた[注 38]。

## 教育および研究

### 組織

#### 学科
- テクノプランニング学科 入学定員60名[注 39]
  - 電気科→電気電子科
    - 第一部→電気科→テクノプランニング学科
    - 第二部 入学定員100名[注 40]

  - 情報システム科 入学定員50名[注 41]

#### 専攻科
- なし

#### 別科
- なし

#### 取得資格について
- 第二種・三種電気主任技術者受験資格（数年の実務経験後、試験免除にて取得）
- 第二種電気工事士資格筆記試験免除

## 学生生活

### 学園祭
- 九州電機短期大学の学園祭は「足立祭」と呼ばれていた[70]

## 大学関係者と組織

### 大学関係者組織
- 九州電機短期大学の同窓会は「五行会」と称する[71]。

## 施設

### キャンパス
- 1966年には、鉄筋5階建が新築された[72]。
- 図書館・学生ホール・多目的ホールほか。図書館の所蔵資料数はおよそ18,000冊となっていた。

### 学生食堂
- 九州電機短期大学には学生食堂（学食）が2箇所あった・

### 寮
- 九州電機短期大学には指定民間寮があった。「コーポふみ」をはじめ多数の寮が用意されていた。

## 対外関係

### 他大学との協定
- 折尾愛真短期大学
- 九州女子短期大学
- 西南女学院大学短期大学部
- 東筑紫短期大学

### 系列校
- 北九州自動車大学校

## 卒業後の進路について

### 就職について
- 電気電子科：日本電気・京セラ・パナソニック電工ほか。
- 情報システム科：西日本銀行・西日本シティ銀行・福岡銀行・鹿児島銀行・日本IBMほか。

### 編入学･進学実績
- 電気電子科：島根大学・徳島文理大学・西日本工業大学・日本文理大学・九州東海大学ほか[72]。
- 情報システム科：九州工業大学・高松大学ほか[72]。

## 附属学校
- 九州電機短期大学附属幼稚園を擁していた。現在は、でんき幼稚園と園名が変更されている。

## 関連サイト
- ぜんりょう学園